# Piscina Mussi-Lombardi-Femiano
La piscina Mussi Lombardi Femiano è una piscina privata di Viareggio. È intitolata alla memoria di tre agenti di polizia, caduti nella strage di Querceta.
Fino al 2018 è stata piscina comunale. Attualmente è chiusa.

## Storia e descrizione
Il 2 settembre 1968, il consiglio comunale approva il progetto definitivo per la costruzione della piscina con delibera n. 199, in zona darsena, vicina sia al nascituro 
PalaBarsacchi sia allo Stadio Torquato Bresciani, da creare così una specie di cittadella dello sport.
I primi lavori iniziano nel 1970. 
L’edificio, corredato di giardino, comprende: due vasche della lunghezza di m. 11 x 6 m di larghezza; una vasca da 25 m. (con profondità variabile tra ml 2,60 e 2,30);
due piccole palestre; una tribuna della lunghezza di m 30 con 6 file di poltroncine; spogliatoi, magazzini, locali tecnici e un bar.
L’impianto sportivo si eleva in parte su due piani e in parte ad un piano. L’ingresso principale è ubicato al piano primo a cui si accede da ampia scala esterna e tramite ascensore
dimensionato per portatori di handicap.
La struttura portante verticale è in calcestruzzo armato con tamponatura in muratura e copertura in laterizio armato, mentre la zona vasche e tribuna ha una struttura di
copertura in cemento armato precompresso a cavi scorrevoli gettato in opera.
La piscina viene inaugurata il 14 luglio 1974.
Nel 1985 viene costruito un nuovo locale caldaia.
Una prima ristrutturazione è stata fatta negli anni 1997-1998 per mettere a norma l'edificio. Il numero di spettatori in tribuna viene abbassato a 240.
Nel 2002 vengono ristrutturate le vasche.
Il 22 ottobre 2005, in occasione del 30 anniversario della strage di Querceta, la piscina comunale viene intitolata al brigadiere Gianni Mussi e e gli appuntati Giuseppe Lombardi
e Armando Femiano.
La Viareggio Patrimonio, società in house del comune, titolare di molti impianti sportivi cittadini, chiude la piscina per grave crisi finanziaria il 4 novembre 2014, proprio 
alla vigilia del meeting di nuoto.

Il 7 settembre 2015 riapre, la piscina grazie al contributo della Regione, mentre la Viareggio Patrimonio, a cui fanno capo molti impianti comunali, è dichiarata fallita.

Ancora una chiusura, 8 aprile 2016 e nuova apertura il 3 ottobre 2016, ma questa volta sarà l'ultima.

Infatti il curatore fallimentare obbliga la chiusura per il 30 giugno 2017 e la messa all'asta per il 14 novembre 2017.

Il comune tenta un reclamo contro la curatela, essendo impianti sportivi per pubblica utilità, ma il Tribunale di Lucca, il 22 settembre 2017, dà ragione al curatore fallimentare, confermando il ruolo di garanzia dei beni.

Il 14 novembre 2017, la piscina non ha compratori. (asta deserta). base: € 1.199.000.

IL 20 giugno 2018, alla seconda asta, con base € 300.000, vince Aquasalus, società cooperativa sociale sportiva dilettantistica Onlus di Milano”. Con la cifra di € 640.000, diventa nuova proprietaria della ex piscina comunale.

Il 22 agosto 2020, il Comune avvia una trattiva con il privato per una proposta d’acquisto dell’intero impianto, anche senza i lavori di ristrutturazione previsti.

Il 25 novembre 2020, Il TAR Toscana respinge il ricorso, presentato da Aquasalus di Milano, contro la costruzione di una nuova piscina al Centro sportivo Marco Polo. Per il tribunale, due piscine possono lavorare a 5 km di distanza.

il 28 aprile 2021, il Comune riesce a fare un sopralluogo con i tecnici, perché per fare una offerta serve una valutazione attuale dell’immobile. Ma si fa strada anche il piano b: qualora il privato non accettasse la proposta, sarà costruita una nuova piscina comunale.
Al 26 ottobre 2021, il privato prende tempo senza dare una risposta.

Il 7 novembre 2021, partono i lavori di ristrutturazione da parte di Aquasalus di Milano, per circa 1 milione e mezzo di euro. Tempo previsto forse 1 anno.
Il 22 aprile 2022, continuano i lavori di impermeabilizzazione del tetto, apertura prevista inizio 2023.

Il 18 novembre 2023, in un dibattito pubblico, l'amministratore della Acquasalus, dichiara le problematiche e perplessità sui costi di gestione molto elevati al cospetto di piscine concorrenti, essendo una cooperativa sociale onlus. Il futuro diventa quindi molto incerto per la piscina Mussi Lombardi Femiano e per il momento resta chiusa.
Il 19 settembre 2024 il Consiglio di Stato conferma la sentenza del TAR Toscana del 25 novembre 2020.

## Eventi sportivi
Dal 1976 al 2013 si tiene il Meeting internazionale di nuoto “Mussi Lombardi Femiano", creato da Giovambattista Crisci per tenere viva la memoria dei colleghi di polizia periti nella 
strage di Querceta, avvenuta il 22 ottobre 1975. Dove lo stesso Crisci fu ferito in modo grave.
Dal 2014 al 2019, il meeting viene svolto fuori Viareggio, per un totale di 43 edizioni. Nella vasca di Viareggio, Federica Pellegrini ottiene il suo primo record nazionale a soli 15 anni. Hanno partecipato Massimiliano Rosolino e Aleksandr Popov nel campo maschile tra i vari nomi.
Dal 1977 al 2014 si svolge il Meeting Internazionale Giovanile “Coppa Carnevale”, organizzato da Artiglio Nuoto, società di nuoto di Viareggio, per 37 edizioni.
Artiglio Nuoto, Associazione Nuoto, Tirrenica Nuoto, Suprema Nuoto sono società di Viareggio. Benfica pallanuoto Viareggio ha partecipato al campionato di Serie C tra il 2004-2010.